# Pałac Wilhelmshöhe

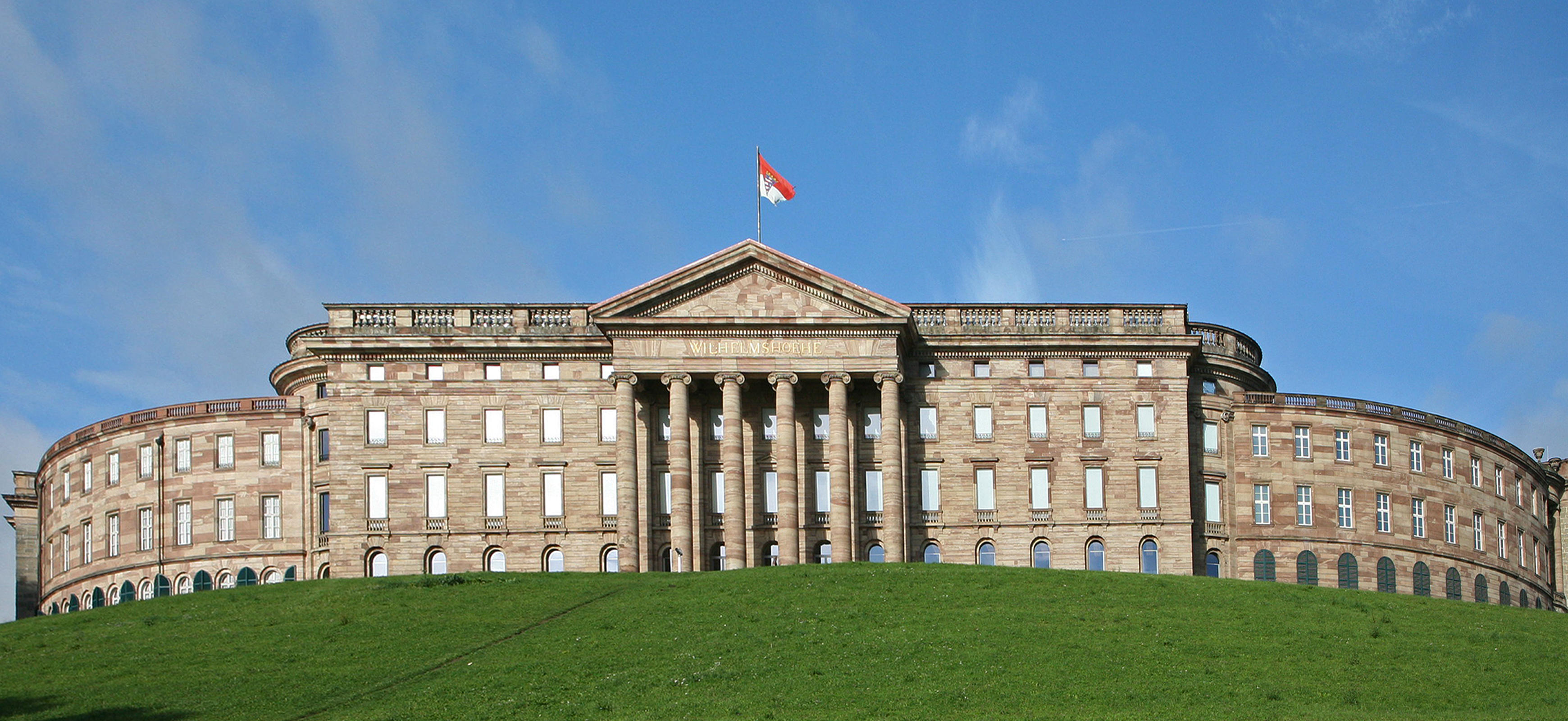
Pałac Wilhelmshöhe

Pałac Wilhelmshöhe (Schloss Wilhelmshöhe) – neoklasycystyczny pałac znajdujący się na terenie Parku Wilhelmshöhe, w Kassel w Niemczech.
Od XII wieku w miejscu, gdzie obecnie stoi pałac znajdował się klasztor. W XVI wieku, decyzją Filipa I, landgrafa Hesji (1504-1567), klasztor został zsekularyzowany i używany jako zamek. Zamek ten został zastąpiony nowym w latach 1606–1610 przez landgrafa Maurycego.
Obecny neoklasycystyczny powstał na zlecenie landgrafa Wilhelma IX elektora Hesji-Kassel, pod koniec XVIII wieku. Projektantami byli architekci Simon Louis du Ry i Heinrich Christoph Jussow.
W czasie wojen napoleońskich na terenie Hesji-Kassel, z woli Napoleona Bonaparte, utworzono Królestwo Westfalii, którego władcą został jego brat Hieronim Bonaparte. Wilhelmshöhe zostało wówczas przemianowane na Napoleonshöhe. Jego zarządcą został Heinriche von Blumenthal, który przeprowadził szeroko zakrojone renowacje i przeróbki, takie jak boczne skrzydła między trzema budynkami. Po klęsce Francji, przestało istnieć Królestwo Westfalii i powrócił elektor Hesji-Kassel.
W 1866 Hesja-Kassel została zaanektowana przez Prusy, a pałac został przejęty przez ród Hohenzollernów.
Cesarz Wilhelm II wykorzystywał go jako letnią rezydencję i miejsce osobistego odpoczynku.
W jego wnętrzach funkcjonuje Galeria Starych Mistrzów (Gemäldegalerie Alte Meister), w której obejrzeć można m.in. zbiór dzieł Rembrandta. W 2013 park wraz z zamkiem został wpisany na Listę Światowego Dziedzictwa UNESCO.